# Serra de Granera
De Serra de Granera is een bergketen tussen de Comarca's Vallès Occidental en Vallès Oriental in Catalonië, Spanje. In dit gebied ontspringt de rivier Ripoll.